# The Chi
The Chi (pronunciado THE-SHY) é uma série de televisão de drama americana criada por Lena Waithe sobre a vida em um bairro no lado sul de Chicago. O piloto foi dirigido por Rick Famuyiwa. Estreou no Showtime em 7 de janeiro de 2018. Em agosto de 2021, após a conclusão da quarta temporada, foi anunciado que a série foi renovada para uma quinta temporada, que deve está programada para estrear em 24 de junho de 2022.

## Premissa
The Chi é descrita como seguindo "uma reviravolta fatídica de eventos que envia ondas de choque através de uma comunidade no lado sul de Chicago e conecta as vidas de Emmett, Brandon, Ronnie e Kevin de maneiras inesperadas."

## Elenco

### Principal
- Jason Mitchell como Brandon Johnson[4] (temporadas 1–2)
- Ntare Guma Mbaho Mwine como Ronnie Davis (temporadas 1–3)
- Jacob Latimore como Emmett Washington[8]
- Alex R. Hibbert como Kevin Williams
- Tiffany Boone como Jerrika Little (temporadas 1–2), namorada de Brandon.
- Yolonda Ross como Jada Washington,[8] mãe de Emmett.
- Armando Riesco como Detetive Cruz (temporadas 1–2)
- Rolando Boyce como Darnell (temporadas 2-4), pai de Emmett.[9]
- Barton Fitzpatrick como Reg Taylor (2ª temporada; recorrente 1ª temporada), irmão mais velho de Jake e líder de gangue.
- Shamon Brown Jr. como Stanley "Papa" Jackson (2ª temporada - presente; recorrente 1ª temporada), melhor amigo de Kevin e Jake.
- Michael V. Epps como Jake Taylor (2ª temporada - presente; recorrente 1ª temporada), melhor amigo de Kevin e Jake. Melhor amigo de Kevin e Papa e irmão mais novo de Reg e Trig.
- Birgundi Baker como Kiesha Williams (3ª temporada - presente; recorrente temporadas 1–2), irmã mais velha de Kevin.[10]
- Luke James como Victor "Trig" Taylor (4ª temporada; recorrente 3ª temporada), irmão mais velho de Reg e Jake.[11]
- Curtiss Cook como Otis "Douda" Perry (4ª temporada; recorrente temporadas 2–3)[12]

### Recorrente
- Lucien Cambric como Jason Roxboro (1ª temporada)
- Jahking Guillory como Charles Frederick “Coogie” Johnson (1ª temporada)[13]
- Brian King como Detetive Wallace (1ª temporada)
- Steven Williams como Quentin "Q" Dickinson (1ª temporada), um ancião chefão.
- Tosin Morohunfola como Trice (1ª temporada)
- Byron Bowers como Meldrick[14] (1ª temporada)
- Sonja Sohn como Laverne Johnson (temporadas 1 e 3),[13] mãe de Brandon.
- Cedric Young como Sonny (temporadas 1–3), irmão de Q e chefe de Emmett.
- LaDonna Tittle como Ethel Davis (temporadas 1–3), avó de Ronnie.
- Tyla Abercrumbie como Nina Williams, mãe de Kevin e Keisha.
- Hannaha Hall como Tiffany, a mãe do filho de Emmett.[15]
- José Antonio García como Sr. Gasca (temporadas 1–2), professor de Kevin.
- Genesis Denise Hale como Maisha
- Mariah Gordon como Andrea (1ª temporada)
- Chris Lee como Hannibal (temporadas 1–3), primo de Brandon.
- Tai Davis como Tracy Roxboro, mãe de Jason.
- Common como Rafiq (temporadas 1–2)
- Crystal Dickinson como Detective Alice Toussaint (2ª temporada)
- Miriam A. Hyman como Dre (desde a 3ª temporada), parceiro de Nina que é conselheiro do ensino médio.[16]
- Jasmine Davis como Imani (desde a 3ª temporada), namorada de Trig.
- La La Anthony como Dominque "Dom" Morris (desde a 3ª temporada)[10]
- Judae'a Brown como Jemma (desde a 3ª temporada)
- Kandi Burruss como Roselyn Perry (desde a 3ª temporada), ex-esposa de Douda.[17]
- Lena Waithe como Camille Hallaway (3ª temporada), uma candidata a prefeita.
- Lil Rel Howery como Zeke Remnick (3ª temporada),[10] senhorio de Sonny.
- Tabitha Brown como Octavia (4ª temporada)[12]
- Jason Weaver como Rashaad "Shaad" Marshall (4ª temporada)[12]
- Vic Mensa como Jamal (season 4)[18]
- Da Brat como LaPortia (4ª temporada)[18]

## Episódios
| Temporada | Temporada | Episódios | Episódios | Originalmente exibido                                           | Originalmente exibido |
| Temporada | Temporada | Episódios | Episódios | Estreia da temporada                                            | Final da temporada    |
| --------- | --------- | --------- | --------- | --------------------------------------------------------------- | --------------------- |
|           | 1         | 10        | 10        | 15 de dezembro de 2017 (online) 7 de janeiro de 2018 (Showtime) | 18 de março de 2018   |
|           | 2         | 10        | 10        | 4 de abril de 2019 (online) 7 de abril de 2019 (Showtime)       | 16 de junho de 2019   |
|           | 3         | 10        | 10        | 21 de junho de 2020                                             | 23 de agosto de 2020  |
|           | 4         | 10        | 10        | 23 de maio de 2021                                              | 1 de agosto de 2021   |

### 1.ª temporada (2018)
| N.º geral | N.º na temp. | Título                  | Dirigido por    | Escrito por                     | Exibição original                                               | Cód. de produção |
| --------- | ------------ | ----------------------- | --------------- | ------------------------------- | --------------------------------------------------------------- | ---------------- |
| 1         | 1            | "Pilot"                 | Rick Famuyiwa   | Lena Waithe                     | 15 de dezembro de 2017 (online) 7 de janeiro de 2018 (Showtime) | 1BEO78           |
| 2         | 2            | "Alee"                  | David Rodriguez | Elwood Reid & Lena Waithe       | 7 de janeiro de 2018 (online) 14 de janeiro de 2018 (Showtime)  | 1BEO02           |
| 3         | 3            | "Ghosts"                | David Rodriguez | Adam Glass & Ayanna Floyd Davis | 21 de janeiro de 2018                                           | 1BEO03           |
| 4         | 4            | "Quaking Grass"         | Tanya Hamilton  | ASD                             | 28 de janeiro de 2018                                           | 1BEO04           |
| 5         | 5            | "Today Was a Good Day"  | Darren Grant    | Marcus Gardley                  | 11 de fevereiro de 2018                                         | 1BEO05           |
| 6         | 6            | "Penetrate a Fraud"     | Roxann Dawson   | Casallina Kisakye               | 18 de fevereiro de 2018                                         | 1BEO06           |
| 7         | 7            | "The Whistle"           | David Rodriguez | Lena Waithe & Dime Davis        | 25 de fevereiro de 2018                                         | 1BEO07           |
| 8         | 8            | "Wallets"               | Tanya Hamilton  | Adam Glass & Marcus Gardley     | 4 de março de 2018                                              | 1BEO08           |
| 9         | 9            | "Namaste Muthafucka"    | Zetna Fuentes   | Adam Glass & Sylvia L. Jones    | 11 de março de 2018                                             | 1BEO09           |
| 10        | 10           | "Ease on Down the Road" | Justin Tipping  | Elwood Reid                     | 18 de março de 2018                                             | 1BEO10           |

### 2.ª temporada (2019)
| N.º geral | N.º na temp. | Título                                   | Dirigido por               | Escrito por                        | Exibição original                                         | Cód. de produção |
| --------- | ------------ | ---------------------------------------- | -------------------------- | ---------------------------------- | --------------------------------------------------------- | ---------------- |
| 11        | 1            | "Eruptions"                              | Jet Wilkinson              | Ayanna Floyd Davis & Lena Waithe   | 4 de abril de 2019 (online) 7 de abril de 2019 (Showtime) | 2BEO01           |
| 12        | 2            | "Every Day I'm Hustlin'"                 | Darren Grant               | Joe Wilson                         | 14 de abril de 2019                                       | 2BEO02           |
| 13        | 3            | "Past Due"                               | Justin Tipping             | J. David Shanks                    | 21 de abril de 2019                                       | 2BEO03           |
| 14        | 4            | "Showdown"                               | Carl Seaton                | Casallina Kisakye                  | 28 de abril de 2019                                       | 2BEO04           |
| 15        | 5            | "Feeling the Heat"                       | Jet Wilkinson              | Ayanna Floyd Davis & Joe Wilson    | 5 de maio de 2019                                         | 2BEO05           |
| 16        | 6            | "A Leg Up"                               | Cheryl Dunye               | Justin Hillian & Dime Davis        | 12 de maio de 2019                                        | 2BEO06           |
| 17        | 7            | "A Blind Eye"                            | Rebecca Rodriguez          | Cinque Henderson & J. David Shanks | 26 de maio de 2019                                        | 2BEO07           |
| 18        | 8            | "Lean Into It"                           | Salli Richardson-Whitfield | Terri Kopp                         | 2 de junho de 2019                                        | 2BEO08           |
| 19        | 9            | "Guilt, Viral Videos, and Ass Whuppings" | Tanya Hamilton             | Joe Wilson                         | 9 de junho de 2019                                        | 2BEO09           |
| 20        | 10           | "The Scorpion and the Frog"              | Jet Wilkinson              | Ayanna Floyd Davis                 | 16 de junho de 2019                                       | 2BEO10           |

### 3.ª temporada (2020)
| N.º geral | N.º na temp. | Título                 | Dirigido por           | Escrito por                      | Exibição original    | Cód. de produção |
| --------- | ------------ | ---------------------- | ---------------------- | -------------------------------- | -------------------- | ---------------- |
| 21        | 1            | "Foe 'Nem"             | Jet Wilkinson          | Lena Waithe & Justin Hillian     | 21 de junho de 2020  | 3BEO01           |
| 22        | 2            | "Brewfurd"             | Rashaad Ernesto Green  | Marcus Gardley                   | 28 de junho de 2020  | 3BEO02           |
| 23        | 3            | "Buss Down"            | Gandja Monteiro        | Lolis Eric Elie                  | 5 de julho de 2020   | 3BEO03           |
| 24        | 4            | "Gangway"              | Jet Wilkinson          | T.J. Brady & Rasheed Newson      | 12 de julho de 2020  | 3BEO04           |
| 25        | 5            | "Terror Town"          | Jet Wilkinson          | Ricardo Gamboa & Nambi E. Kelley | 19 de julho de 2020  | 3BEO05           |
| 26        | 6            | "Woo Woo Woo"          | Darren Grant           | Jewel McPherson                  | 26 de julho de 2020  | 3BEO06           |
| 27        | 7            | "A Stain"              | Sam Bailey             | Marcus Gardley & Jade Branion    | 2 de agosto de 2020  | 3BEO07           |
| 28        | 8            | "Frunchroom"           | Jet Wilkinson          | Justin Hillian                   | 9 de agosto de 2020  | 3BEO08           |
| 29        | 9            | "Lackin'"              | Alonso Alvarez Barreda | T.J. Brady & Rasheed Newson      | 16 de agosto de 2020 | 3BEO09           |
| 30        | 10           | "A Couple, Two, Three" | Rebecca Rodriguez      | Justin Hillian & Jewel McPherson | 23 de agosto de 2020 | 3BEO10           |

### 4.ª temporada (2021)
| N.º geral | N.º na temp. | Título                          | Dirigido por        | Escrito por                         | Exibição original                                        | Cód. de produção |
| --------- | ------------ | ------------------------------- | ------------------- | ----------------------------------- | -------------------------------------------------------- | ---------------- |
| 31        | 1            | "Soul Food"                     | Gandja Monteiro     | Lena Waithe & Justin Hillian        | 21 de maio de 2021 (online) 23 de maio de 2021(Showtime) | 4BEO01           |
| 32        | 2            | "Cooley High"                   | Gandja Monteiro     | Jewel Coronel                       | 30 de maio de 2021                                       | 4BEO02           |
| 33        | 3            | "Native Son"                    | Samir Rehem         | Patrik-Ian Polk                     | 6 de junho de 2021                                       | 4BEO03           |
| 34        | 4            | "The Girl From Chicago"         | Samir Rehem         | Resheida Brady                      | 13 de junho de 2021                                      | 4BEO04           |
| 35        | 5            | "The Spook Who Sat By The Door" | Gandja Monteiro     | Ricardo Gamboa                      | 20 de junho de 2021                                      | 4BEO05           |
| 36        | 6            | "Candyman"                      | Nancy C. Mejía      | James Rogers III                    | 27 de junho de 2021                                      | 4BEO06           |
| 37        | 7            | "...Black Messiah"              | Kimi Howl Lee       | Jewel Coronel & Kristiana Rae Colón | 11 de julho de 2021                                      | 4BEO07           |
| 38        | 8            | "Love Jones"                    | Katrelle N. Kindred | Justin Hillian & Resheida Brady     | 18 de julho de 2021                                      | 4BEO08           |
| 39        | 9            | "Southside With You"            | Nancy C. Mejía      | Jewel Coronel & Deonte' Staats      | 25 de julho de 2021                                      | 4BEO09           |
| 40        | 10           | "A Raisin in the Sun"           | Gandja Monteiro     | Justin Hillian                      | 1 de agosto de 2021                                      | 4BEO10           |

## Produção
Em 30 de janeiro de 2018, a Showtime renovou a série para uma segunda temporada que estreou em 7 de abril de 2019. Em 30 de abril de 2019, a Showtime renovou a série para uma terceira temporada que estreou em 21 de junho de 2020. Em 20 de maio de 2019, foi anunciado que Jason Mitchell não retornaria ao programa para a 3ª temporada por causa de "alegações de má conduta". Em 8 de setembro de 2020, a Showtime renovou a série para uma quarta temporada, que estreou em 23 de maio de 2021. Em março de 2021, a produção da série foi interrompida devido a um teste positivo para COVID-19. Em 2 de agosto de 2021, após a conclusão da quarta temporada, foi anunciado que a série foi renovada para uma quinta temporada. A quinta temporada está programada para estrear em 24 de junho de 2022.

## Recepção
No site agregador de críticas Rotten Tomatoes, a primeira temporada possui um índice de aprovação "certificado fresco" de 87% com base em 47 comentários e uma classificação média de 7,47/10. O consenso crítico do site diz: "Como um companheiro otimista para The Wire, The Chi explora as complexidades da vida no lado sul de Chicago, com um toque terno e uma clara afeição por seus personagens cativantes." No Metacritic, a temporada tem uma pontuação média ponderada de 73 em 100, com base em 22 críticas, indicando "críticas geralmente favoráveis."